# Morena Błaszyka
Morena Błaszyka (ang. Błaszyk Moraine) – morena na Wyspie Króla Jerzego, oddzielająca Lodowiec Sfinksa od Lodowca Baranowskiego. W południowej części moreny biegnie Potok Foczy. Morena znajduje się na terenie Szczególnie Chronionego Obszaru Antarktyki "Zachodni brzeg Zatoki Admiralicji" (ASPA 128).
Morena została nazwana na cześć polskiego paleontologa Janusza Błaszyka, członka polskiej ekspedycji na Stacji Antarktycznej im. H. Arctowskiego latem 1978/1979 roku, który zbierał w tym miejscu odciski roślin trzeciorzędowych. 